# Herb gminy Kamień (województwo lubelskie)
Herb gminy Kamień – jeden z symboli gminy Kamień.

## Wygląd i symbolika
Herb przedstawia na tarczy w polu czerwonym srebrną łękawicę (godło z herbu Abdank), a pod nią żółty kamień w srebrnej oprawie (nawiązanie do nazwy gminy).